# Hopfenbach (Hunnau)
Der Hopfenbach (niederdeutsch Hoppenbeek) ist ein nicht ganz sechs Kilometer langer linker Nebenfluss der Hunnau im Stadtgebiet von Ahrensburg im schleswig-holsteinischen Kreis Stormarn.

## Verlauf
Der Hopfenbach beginnt seinen Lauf im Stellmoor–Ahrensburger Tunneltal südlich von Ahrensburg an einem Teich an der Nordostseite der Straße Brauner Hirsch; auf der anderen Seite der Straße entsteht der in Gegenrichtung fließende Stellmoorer Quellfluss.
Der Hopfenbach fließt zunächst nordnordöstlich und tritt bald in ein Waldgebiet ein. Südlich der Trasse der Linie U1 der Hamburger U-Bahn erreicht er ein Moor, in dem er sich parallel zu diesem Verkehrsweg nach Osten wendet. Am südlichen Bebauungsrand des zentralen Ahrensburg quert er am früher nach ihm benannten U-Bahnhof Ahrensburg Ost die Bahn und fließt dann in einem knapp innerhalb des Ostrings verlaufenden Bogen am Bebauungsrand entlang, zuletzt etwa nach Nordnordwesten. Nahe dem Ende der Straße Sommerpark mündet er nach 5,7 km von links in die Hunnau. Rund 0,8 km zuvor erhält er mit der Schmalenbeck von rechts und Südsüdosten seinen einzigen signifikanten Zufluss, von mehreren Entwässerungsgräben und Rinnsalen abgesehen.